# Al Hamra Tower
L'Al Hamra Tower est un gratte-ciel de bureaux de style déconstructiviste situé dans la ville de Koweït.
Terminé en 2011, il mesure 412 mètres pour 77 étages. Il est composé en plus de nombreux bureaux, d'un restaurant, d'un hôtel, d'un centre commercial de 6 étages et d'un parking pouvant accueillir 1 727 voitures sur 11 niveaux.
Les architectes sont l'agence américaine Skidmore, Owings and Merrill et l'agence Al Jazera Consultants ('Associate architect')